# Beb Bakhuys
Elisa Hendrik "Beb" Bakhuys (Pekalongan, 26 de abril de 1909 - 7 de julho de 1982) foi um futebolista e treinador neerlandês nascido na atual Indonésia.

## Carreira
Beb Bakhuys fez parte do elenco da Seleção Neerlandesa de Futebol que disputou a Copa do Mundo de 1934, ele possui uma média recorde de gols com a seleção, 28 gols em 23 jogos, ainda é lembrado pela sua passagem como jogador e treinador do FC Metz.

## Ligações Externas
- Perfil em Fifa.com (em inglês)